# Грімгарі
Грімгарі (англ. Hrimhari) — вигаданий персонаж з коміксів американського видавництва Marvel Comics. Він уперше був представлений у коміксі «New Mutants Special Edition» #1 (грудень 1985), був створений Крісом Клермонтом і Артом Адамсом.

## Історія публікації
Грімгарі був вигаданий сценаристом Крісом Клермонтом і художником Артом Адамсом та з'явився в коміксах у випуску «New Mutants Special Edition» #1 (грудень 1985). У коміксі «X-Force» #23 (січень 2010) персонаж помер.

## Вигадана біографія

### Походження
Нащадок великого вовка Фенріса, Грімгарі був одним з богів-вовків Асґарду. Він народився здатним перевтілюватися у вовка або вовкулаку. Про його минуле відомо небагато, хоча він був відомий як людина беззаперечної честі та друг Трійці воїнів.